# Covington Challenger 2004
Il Covington Challenger 2004 è stato un torneo di tennis facente parte della categoria ATP Challenger Series nell'ambito dell'ATP Challenger Series 2004. Il torneo si è giocato a Covington negli Stati Uniti dal 20 al 26 settembre 2004 su campi in cemento.

## Vincitori

### Singolare
Paul Goldstein ha battuto in finale  André Sá con il punteggio di 6–2, 6–0

### Doppio
Paul Goldstein /  K.J. Hippensteel hanno battuto in finale  Hugo Armando /  Nicolás Lapentti con il punteggio di 6–3, 6–3